# 北京市公安局
北京市公安局是北京市人民政府主管全市公共安全工作的组成部门，是北京市公安机关人民警察的领导和指挥机关。

## 沿革

### 清末建警
清朝末年之前，清廷在京师设有步军统领衙门（又称“提署”）、五城御史衙门（“五城察院”）两个机构。步军统领衙门是以八旗和绿营为核心组成，负责京师卫戍、警备、治安，并且在辖区内设有监狱及看守所。五城御史衙门分为东、西、南、北、中五城，每城设满、汉巡城御史各一名，节制五城练勇，负责“绥靖地方”、“巡稽盗贼”、“取缔秘密结社”。
清朝光绪二十六年八月（1900年9月）庚子事变中，八国联军分区占领北京，京师治安混乱。在清廷留守官员的指使下，由各占领区内绅董出面，经占领军同意，组成了临时治安机构“安民公所”，以维持地方治安。所长、事务官均由外国人出任，外国巡捕与受雇佣的中国巡捕一起巡逻。光绪二十七年（1901年），八国联军撤离北京，安民公所随之垮台。
光绪二十七年五月（1901年6月），八国联军撤出北京前，清廷批准庆亲王奕劻的奏请，在北京成立京城善后协巡总局，作为过渡性治安机构。其《现行章程》规定该局职责为维护京城社会治安和公共秩序，并且有审理轻微案件的权力。但京城善后协巡总局开办一年左右，京城“盗风未息”、“劫案仍复不少”。光绪二十八年（1902年）被裁撤，由较正式的警察机构“工巡局”取代。光绪二十八年四月（1902年5月），成立内城工巡局（又称工巡总局）。内城工巡局初建时，由步军统领肃亲王善耆兼管，后来设管理内外城工巡事务大臣1人。光绪三十一年七月五日（1905年8月5日），清廷谕令依照内城工巡局成立外城工巡局。同时宣布“原巡视五城街道厅御史著一并裁撤”。工巡局的职权包括工程、巡捕，其中以巡捕为首要。
光绪三十一年九月（1905年10月），清廷设立巡警部，作为全国警政最高管理机构。巡警部成立后，随即奏请将原内城工巡局更名为内城巡警总厅，外城工巡局更名为外城巡警总厅，直隶于巡警部，管理内外城一切警务。内、外城巡警总厅分别设厅丞1人，正四品，由巡警部奏请补授。巡警总厅不再承担土木工程职责。与此同时，仍保留步军统领衙门，与内外城巡警总厅分工合作，但其职权逐渐削弱。中华民国成立后，步军统领衙门被袁世凯保留并强化，直到民国十三年（1924年）冯玉祥国民军进驻北京后才将步军统领衙门裁撤。
光绪三十二年九月二十日（1906年11月6日），巡警部改为民政部，内外城巡警总厅亦随之改隶民政部。光绪三十三年（1907年），总厅升为三品衙门。

### 民国时期
民国二年（1913年）2月，北洋政府内务部将内外城巡警总厅合并改组为京师警察厅，由此结束了清末开始的内城和外城两厅分立的局面。京师警察厅直隶于北洋政府内务部，而与京兆尹公署没有隶属关系，主要负责市内警察、卫生、消防事宜。
民国十七年（1928年）6月，南京国民政府接管北京，随即改名北平，划为北平特别市。将原京师警察厅改为北平特别市公安局。1931年4月，该局更名为北平市公安局。
1937年七七事变后，日军占领北平。民国二十七年（1938年）1月，北平市警察局更名为北京特别市警察局。
民国三十四年（1945年）8月，日本投降。同年9月，南京国民政府派员接管北京特别市，并恢复北平市的名称，北平市政府将北京特别市警察局改名为北平市警察局。

### 共和国时期
1948年底，随着中国人民解放军在平津战役中不断胜利，原为准备接管大城市而在河北省建屏县西黄泥村设立的中共中央社会部保卫干部和情报干部训练班开办不到三个月，就面临着准备接管平津的新任务。中共中央社会部部长李克农召集副部长谭政文和华北局社会部副部长许建国、杨奇清等人筹划进城接管的方针政策和具体办法及北平、天津两市公安局的班子配备问题，报经中共中央批准，谭政文主持北平公安工作，许建国主持天津公安工作。谭政文要求将西黄泥村训练班学员全部带往北平，为将来的首都公安建设打下良好基础，也为接管其他各大城市开个好头。1948年12月14日，解放军兵临北平城下，中共中央社会部召开接管北平的公安保卫干部动员大会，李克农部长主持并作动员报告。当晚，114名学员以及中共中央社会部机关干部按四个队（以后北平市公安局四个处的雏型）的行军序列，连夜分乘五辆从国军手中缴获的美式卡车出发开向北平城外。谭政文乘吉普车先行。1948年12月17日，在保定召开第一次中共北平市委会议，宣布经中央批准的北平市委组织机构和市委成员11人，其中常委7人是：市委书记彭真，第一副书记、军管会主任兼市长叶剑英，第二副书记李葆华（赵振声），副市长徐冰，组织部长刘仁，宣传部长赵毅敏，公安局长谭政文。并批准了北平市公安局机构及主要干部的任命。12月17日晚出发前，谭政文向全体人员宣布了经中央批准的北平市公安局长的任命，以及局机构及主要干部的任命，正式组建了“中国人民解放军北平市公安局军事管制委员会”领导机构。1949年1月31日北平和平解放，1949年2月2日谭政文局长率领干部接管了北平市警察局，宣布成立公安军事代表办事处。1949年2月10日，北平市公安局军管会改称北平市人民政府公安局。谭政文、刘尽中、刘涌、冯基平、赵苍璧、曲日新、张廷桢七人组成了北平市公安局党委。
中央电令各解放区在北平的情报工作站（组）撤销，全体工作人员立即到北平市公安局报到，分配工作。这批一百多名干部的到来，进一步充实了公安局的接管力量，其中许多人后来都成为首都公安保卫工作的领导骨干。
1949年6月30日，中国人民解放军北平市军事管制委员会发布关于改革街道政权组织及公安派出所的决定，取消了街政府、警察分驻所，改造并加强了派出所，将街政府大部分干部调到派出所任基层领导工作，从而实现了“街派合并”。1949年9月改称北京市人民政府公安局。 
1955年4月，根据北京市人民委员会指示，北京市人民政府公安局改称北京市公安局。
1966年“文化大革命”开始后，1966年5月12日，中华人民共和国公安部派工作组进驻北京市公安局。在康生、谢富治支持下，工作组以“反党分子”、“坏人”的罪名对前局长冯基平和现局长、处长邢相生、阎塘等7人实行隔离审查或者停职反省，指控“市局和分局科长以上干部中，属于反动党团骨干分子，地、富、反、坏分子，敌伪军、警、宪人员和叛徒等各种严重政治历史问题的即达六七十人”，并于1966年7月在门头沟戒台寺举办“西公式训练班”，仿效康生当年在延安西北公学突击审干的方式逼供。一个月内制造出许多冤假错案。同时，对北京市公安局84名处级干部分类排队，分别隔离审查、撤职、停职或批斗。
1967年1月17日，在江青、谢富治支持下，北京政法学院造反派组织“政法公社”的领导人陈荣金、徐贵春等人“接管”北京市公安局，私自成立“北京市公安局革命委员会”，陈荣金自任主任，徐贵春任副主任。造反派进驻“夺权”造成北京市公安机关大量机密文件档案被抄走，许多公安干警被殴打，科以上干部普遍遭到“揪斗”。为制止混乱局面，经中共中央、国务院批准，1967年2月，对北京市公安局实行军事管制，对外称“中国人民解放军北京市公安局军事管制委员会”。1967年2月11日，军代表进驻北京市公安局，接管了所属单位各级领导权。军管会负责人刘传新等人遵照康生、江青、谢富治等人意图，继续砸烂北京市公安局。1967年12月初，刘传新等人分别写出《关于北京市公安局问题的汇报提纲》、《关于彻底改造旧北京市公安局的若干问题》上报，指责原北京市公安局是“彭真、刘仁反革命修正主义集团实行资产阶级专政的工具”，“10名正、副局长、117名正、副处长、分（县）局长都是特务、叛徒、三反分子”，“全局有1000多坏人”。
1968年，刘传新等人又制造出一批北京市公安局“里通外国”、“出卖情报”的报告上报，导致大量局、处领导干部被拘留、逮捕。1968年8月23日，军管会将814名公安干警以“叛徒、特务、反革命分子”的罪名集中至“良乡训练班”关押审查。1968年11月，军管会开始对北京市公安局实行机构改组和人员精简，近万名公安干警被下放劳动。1972年11月，在周恩来过问下，北京市公安局的下放干部陆续回到北京市公安局工作。1973年9月，经中共中央、国务院批准，北京市公安局军事管制委员会撤销，恢复北京市公安局的名称及处、科建制。
1999年6月，成立北京市公安局天安门地区分局，前身是东城分局天安门派出所。辖区包括天安门广场、人民大会堂、国家博物馆、人民英雄纪念碑、毛主席纪念堂、正阳门，以及故宫、中山公园和劳动人民文化宫等场所。

## 职责
根据《北京市公安局主要职责内设机构和人员编制规定》，北京市公安局承担下列职责：
1. 贯彻落实国家关于公安工作方面的法律、法规、规章和政策，研究起草本市地方性法规草案、政府规章草案和政策措施，并组织实施；
2. 掌握影响政治稳定、危害国内安全和社会治安的情况，制定有关对策，并负责组织实施；
3. 预防、制止和侦查违法犯罪活动，承担反恐防暴责任，处置治安案件、事件，依法管理集会、游行、示威活动，管理特种行业和枪支弹药、管制刀具等危险物品，依法对大型群众性活动进行安全监管；
4. 维护本市交通安全和交通秩序，处理交通事故；
5. 承担党和国家领导人、重要外宾在京的安全警卫工作；
6. 依法管理户政、国籍、入境出境事务和外国人在本市居留、旅行的有关事务；
7. 指导和监督本市国家机关、社会团体、企事业单位和重点建设工程的治安保卫工作，指导群众性组织的治安防范工作；
8. 负责本市公共信息网络的安全保卫工作；
9. 负责依法审核审批刑事案件的侦查、提请逮捕、移送审查起诉、收容教养案件及行政处罚、行政强制措施案件；依法办理行政复议、国家赔偿和行政应诉案件；
10. 对判处管制、拘役、剥夺政治权利的罪犯和监外执行的罪犯执行刑罚；对宣告缓刑、假释的罪犯实行监督、考察；依法管理看守、拘留、强制隔离戒毒、收容教育、监区医疗等场所；
11. 负责武警部队在本市执行公安任务及相关业务建设工作；
12. 负责公安科学技术工作，开展公安信息和通信技术、刑事技术等建设工作；
13. 制定、实施全局队伍管理的规章制度；负责组织、干部、人事、人才等队伍管理工作；实施对全局民警的教育、培训工作；负责公安宣传工作；开展警务督察和审计工作，查处违法违纪案件；
14. 负责全局公安经费、装备、基本建设、通用资产、民警健康和后勤服务等警务保障工作；
15. 承担北京市反恐和刑事案件应急指挥部的具体工作；
16. 承办市政府交办的其他事项。

## 机构设置
根据有关规定，北京市公安局设置下列机构：

### 内设机构
- 办公室
- 政治部
- 审计处
- 经济犯罪侦查总队
- 内部单位保卫局
- 出入境管理总队（出入境管理局）
- 反恐怖和特警总队
- 监所管理总队
- 警务航空总队（北京市人民政府航空队）
- 特勤局
- 公共交通安全保卫总队（公共交通安全保卫分局）
- 禁毒总队
- 指挥部（区域警务合作办公室）
- 警务督察总队（维护民警执法权益办公室）
- 警务保障部
- 治安管理总队
- 刑事侦查总队
- 机动侦查总队
- 网络安全保卫总队（情报信息中心、北京市网络与信息安全信息通报中心）
- 人口管理和基层工作总队
- 公安交通管理局（交通警察总队）
- 法制总队
- 环境食品药品和旅游安全保卫总队

### 直属机构
- 北京市公安局清河分局（副厅局级）
- 北京市公安局天安门地区分局（副厅局级）

### 派出机构

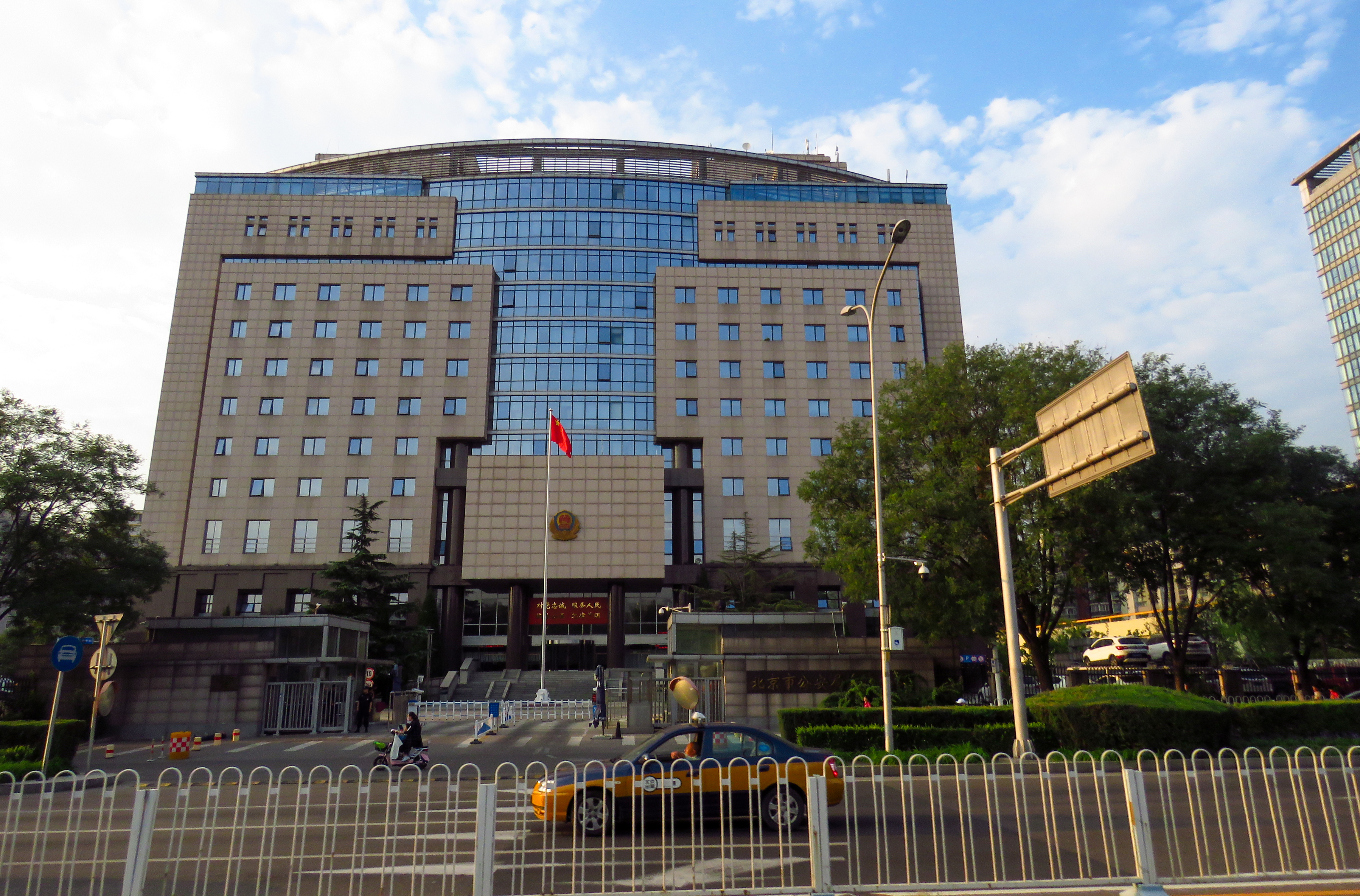
北京市公安局海淀分局，位于北京市海淀区人民政府东侧

- 北京市公安局东城分局
- 北京市公安局西城分局
- 北京市公安局朝阳分局
- 北京市公安局海淀分局
- 北京市公安局丰台分局
- 北京市公安局顺义分局
- 北京市公安局通州分局
- 北京市公安局昌平分局
- 北京市公安局大兴分局
- 北京市公安局石景山分局
- 北京市公安局门头沟分局
- 北京市公安局房山分局
- 北京市公安局平谷分局
- 北京市公安局怀柔分局
- 北京市公安局密云分局
- 北京市公安局延庆分局

### 直属事业单位
- 北京警察学院
- 北京市公安局党校
- 民警康复中心

## 历任领导

### 局长
- 谭政文（1948年12月－1949年11月）
- 罗瑞卿 公安军大将（公安部部长兼任，1949年11月－1953年）
  - 张明河（1949年11月－1953年，北平纠察总队负责人、北京市公安局副局长；主持日常工作）
- 冯基平（1953年12月－1964年9月）
- 邢相生（1964年9月－1966年5月）
- 李钊（1966年5月12日－1967年，公安部驻北京市公安局文革工作组组长）[註 2]
- 牟立善（1967年2月11日－1969年8月，北京市公安局军管会主任）[註 3]
- 范普权（1967年2月11日－1967年11月，北京市公安局军管会政治委员）
- 刘传新（1969年8月－1973年9月，北京市公安局军管会主任）
- 刘传新（1973年9月－1977年1月27日自杀）
- 刘坚夫（1977年7月－1981年5月）
- 安林（1981年5月－1983年5月）
- 高克（1983年5月－1986年10月）
  - 杨毓秀（1983年5月－1986年10月，北京市公安局党委书记）
- 苏仲祥 副总警监（1986年10月－1995年1月）
- 张良基 副总警监（1995年1月20日－1999年3月）
- 强卫 副总警监（1999年3月－2001年8月）
- 马振川 副总警监（2001年9月－2010年2月）
- 傅政华 副总警监（2010年2月26日[6]－2015年3月26日[7]，公安部副部长兼，正部长级）
- 王小洪 副总警监（2015年3月26日[7]－2020年4月24日[8]，公安部副部长兼，正部长级）
- 亓延军 副总警监（2020年4月24日[8]－，公安部副部长兼，正部长级）
- 秦运彪 副总警监（2024年12月31日，任北京市副市长，市公安局局长，由常务副局长升任）

### 副局长
- 刘国周，（2019年7月-2020年8月）